# Lethocerus indicus
Lethocerus indicus es una especie de hemíptero heteróptero de la familia Belostomatidae, y no es de Australia. En algunos países se le denomina "matador de peces". En algunas culturas asiáticas es un insecto comestible que es preparado de diferentes formas. 

## Cocina vietnamita
En la cultura vietnamita este insecto es comestible y se denomina como cà cuống. La esencia del insecto es una feromona (producida por el macho que atrae a las hembras) que es recolectada en frascos de vidrio desde unas glándulas que posee el insecto. En algunas ocasiones se ha reclamado que este insecto esté en vías de extinción. La mayoría de las esencias de cà cuống que existen en el mercado son imitaciones debido a lo caro de su extracción. 
El cà cuống se emplea en la elaboración de bánh cuốn (rollos de pasta de arroz) añadiendo una gota a la salsa nước chấm. Se suele ingerir igualmente en un plato denominado 'bun thang' que le proporciona una esencia inigualable al caldo. El plato incluye de forma tradicional fideos de arroz y un crepé en rodajas, igualmente embutido de cerdo, así como otros ingredientes.  Una pequeña gota es suficiente como para saborizar todo un cuenco de sopa. 

## Cocina tailandesa
En la región septentrional de Tailandia la ingesta de insectos (entomofagia) es muy común. Estas especies de lethocerus indicus (conocidas como malaeng da, malaeng da na, o maeng da na) son un plato muy popular, en el que el insecto se prepara entero y posteriormente es frito y convertido en una forma de extracto. El Mang da se emplea para elaborar el nam phrik malaeng Da, un tipo de salsa picante empleada como condimento. Los maeng-da-na pueden encontrarse fácilmente en las tiendas tailandesas.

## Consumidores fuera del sureste asiático
Este insecto se importa a diversos países donde las colonias de habitantes asiáticos son numerosas. Uno de los mayores receptores es Estados Unidos. Puede encontrarse en las tiendas asiáticas preprocesados en la zona de congelados, recubiertos de unas tiras de polifilm. Su consumo es tan elevado que hace que se estén construyendo granjas dedicadas exclusivamente a su cultivo.  